# 秦慶童
秦慶童，是《三国演义》中的虚构人物，国舅董承的僕人。
秦慶童和董承之妾雲英私通，董承想要殺他，董承夫人求情，減为杖脊四十，将秦慶童锁于冷房。秦庆童怀恨，趁夜将铁锁扭断，跳墙而出，径入曹操府中，告知董承联络王子服、吴子兰、輯、吴硕、马腾、吉平谋害曹操。于是，吉平毒殺曹操失敗，被囚。曹操召王子服、吴子兰、种辑、吴硕四人宴会，他们因秦慶童的証言拘禁。最後曹操以探病为名，带着秦慶童到董承家，找到汉献帝的衣带詔，董承一族全被誅殺。